# Erich Palme
Erich Palme (* 19. September 1894 in Dresden; † 5. Juni 1971 in Berlin) war ein deutscher Filmproduktionsleiter, Filmeditor und Dokumentarfilm-Regisseur.

## Leben
Palme hatte eine dreijährige Ausbildung zum Kaufmann erhalten. Außerdem nahm er in seiner Heimatstadt Dresden Schauspielunterricht bei Eugen Huff. Eine weiterführende Ausbildung zum Kameramann folgte. Während des Ersten Weltkriegs eingezogen, wurde Palme im Januar 1917 verwundet. Nach seiner Genesung ging er zum Theater.
Mit Jahresbeginn 1919 wechselte er zum Film als Dramaturg und Schauspieler. 1921 gründete Erich Palme mit der Mercedes-Film in Dresden eine eigene Produktionsfirma, die aber bereits 1923 in Konkurs ging. Anschließend übersiedelte er nach Berlin und wirkte am Nollendorf-Theater und dem Schloßparktheater. 1926 wechselte Palme erneut den Beruf und begann eine journalistische Tätigkeit als Filmredakteur beim Fachblatt ‘Lichtbühne’.
1928 gründete er das Trickfilmatelier Patrick-Film, zwei Jahre darauf versuchte er sich als Schnittmeister. Wenig später war er in dieser Funktion auch an den Wochenschau-Beiträgen der Münchner Firma Emelka beteiligt. Seit seinem Einstand als Hersteller der italienischen Synchronfassung (1934) des NS-Propagandastreifens Hans Westmar arbeitete er in verschiedenen Funktionen beim Spielfilm als Schnittmeister, Regieassistent (u. a. 1935 bei Die selige Exzellenz, 1936 bei Diener lassen bitten und Moral und 1937 bei Spiel auf der Tenne und Der Biberpelz) und Dokumentarfilmregisseur. In letztgenannter Funktion stellte Palme 1936 zwei ziemlich einfallslos gestaltete Reise- und Expeditionsreportagen aus Ostasien her, die nach dem Krieg (1953 respektive 1955) erneut in die Kinos gelangten.
Seit 1935 konzentrierte er sich auf die Produktionsleitung. Bei aufwendigeren Produktionen der Produktionsfirma Euphono wie dem Hans-Albers-Erfolg „Sergeant Berry“ von 1938 und Rheinische Brautfahrt im Jahr darauf musste sich Palme mit der Tätigkeit eines einfachen Mitarbeiters begnügen. Zuletzt, von Herbst 1944 bis Juli 1945, stand Erich Palme als Produktionsleiter in Diensten der Bavaria.
Nach dem Krieg versucht sich der Dresdner erneut als Dokumentarfilmregisseur, gleichfalls mit eher schwacher Resonanz.

## Filmografie

### Als Filmeditor
- 1932: Welle 4711 (Kurzfilm)
- 1933: Hugos Nachtarbeit (Kurzfilm)
- 1933: Schwarzwaldmädel
- 1934: Die Welt ohne Maske
- 1934: Der Herr der Welt
- 1934: Die beiden Seehunde
- 1934: Der Herr Senator. Die fliegende Ahnfrau
- 1935: Das Einmaleins der Liebe
- 1935: Der mutige Seefahrer
- 1936: Ein seltsamer Gast
- 1937: Der Biberpelz
- 1942: Dr. Crippen an Bord
- 1944: Ein Mann wie Maximilian
- 1953: Briefträger Müller

### Als Produktions- oder Herstellungsleiter
- 1935: Die selige Exzellenz
- 1936: Arzt aus Leidenschaft
- 1936: Ein Lied klagt an
- 1936: Mönche, Tänzer und Soldaten
- 1936: Indische Rhapsodie
- 1937: Madame Bovary
- 1937: Einmal werd’ ich dir gefallen
- 1939: Die barmherzige Lüge
- 1940: Meine Tochter tut das nicht
- 1941: Der Meineidbauer
- 1944: Seine beste Rolle
- 1944/48: Im Tempel der Venus

### Als Regisseur
- 1921: Fliegentüten-Heinrich lernt reiten!
- 1936: Der Streithammel
- 1936: Mönche, Tänzer und Soldaten
- 1936: Indische Rhapsodie
- 1951: Wägen und wagen
- 1953: Prof. Wilhelm Filchner spricht...